# Tempelnamn

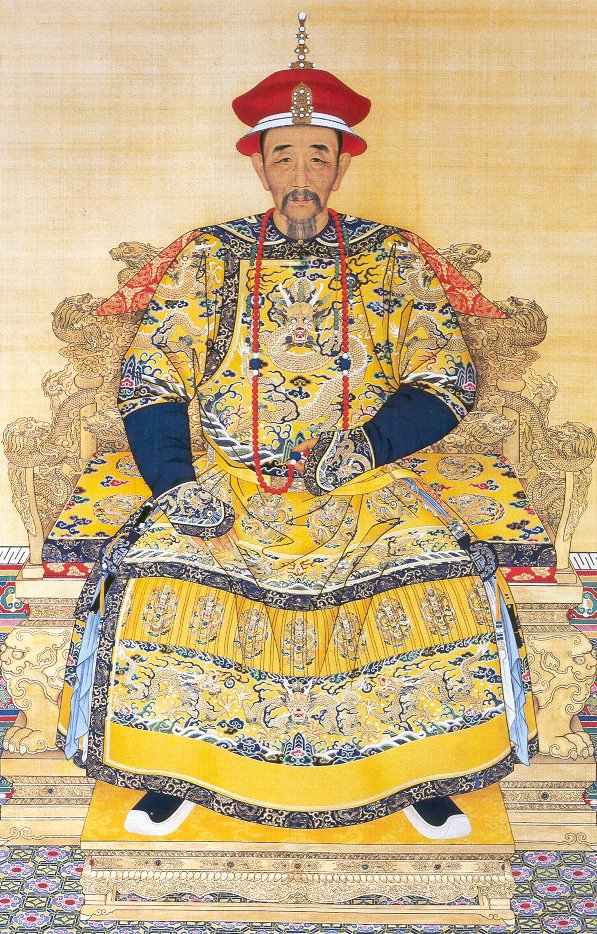
Kangxi-kejsaren omnämns ibland under sitt tempelnamn 聖祖 (Shengzu), då tillsammans med dynastinamnet Qing för att undvika sammanblandning med andra kejsare.

Tempelnamn (traditionell kinesiska: 廟號?, förenklad kinesiska: 庙号?, pinyin: miàohào) är ceremoniella namn för ostasiatiska kejsare. Tempelnamn ska inte förväxlas med regentperiodens namn (till exempel japanska nengo eller kinesiska nianhao) , som ofta också används för att referera till kejsare, eller med postumt namn, som tilldelas en kejsare efter dennes död.
Kinesiska kejsare från och med Tangdynastin till och med Yuandynastin är kända på svenska med sitt tempelnamn (Yuandynastins khaner, till exempel Djingis khan är dock mer kända under sina mongoliska namn). För senare kejsare används oftast namnet på respektive regentperiod. Koreanska kungar under den tidigare Goryeodynastin (fram till 1274) och under hela Joseondynastin är kända under sina tempelnamn. Också för vietnamesiska härskare används tempelnamn, med undantag för Tây Sơn- och Nguyễndynastierna, det vill säga efter 1778.
Tempelnamn består av två kinesiska tecken, där det första är ett beskrivande tecken, och det andra är en omskrivande term för ”kejsare”, oftast 祖 (zǔ) eller 宗 (zōng).